# Staatsraad van Genève
De Staatsraad (Frans: Conseil  d'État) is de regering van het Zwitserse kanton Genève.  Zij bestaat uit zeven departementen geleid door staatsraden (conseillers d'État).  In feite zijn het ministers die rechtstreeks door het verkozen worden voor een termijn van vier jaar (vóór 1957 was dat drie jaar en vóór 1927 twee jaar).  Zij kiezen onder elkaar een voorzitter; thans is dat François Longchamp. 

## Samenstelling
De zeven departementen (officiële Franse benaming tussen haakjes) : 
- Solidariteit en Werk (Département de la solidarité et de l'emploi)
- Openbare werken en informatica (Département des constructions et des technologies de l'information)
- Financiën (Département des finances)
- Onderwijs, Cultuur en Sport (Département de l'instruction publique, de la culture et du sport)
- Veiligheid, Politie en Milieu (Département de la sécurité, de la police et de l'environnement)
- Binnenlandse zaken en Mobiliteit (Département de l'intérieur et de la mobilité)
- Regionale aangelegenheden, Economie en Gezondheid (Département des affaires régionales, de l'économie et de la santé)